# Баг
Баґ або баг (англ. bug — «жук, комашка») — помилка, вада або дефект в комп'ютерній програмі або системі, що викликає в ній неправильний або неочікуваний результат чи неочікувану поведінку. Термін зазвичай використовується стосовно помилок, котрі виявляються на стадії роботи програми, на відміну від помилок проєктування чи синтаксичних помилок. «Баґи» або «баги» локалізуються та виправляються у процесі тестування та доробки програми.

## Етимологія

Запис в журналі про «перший справжній баґ» 1947 року.

В англійській мові вживання терміна bug у значенні «хиба або технічні труднощі» було започатковано Томасом Едісоном ще у 1870-х.
Реклама першої механічної пінбольної машини Baffle Ball 1931 року повідомляла про відсутність «баґів» у цій грі. Протягом Другої світової війни словом «bugs» позначались проблеми з військовим спорядженням.
За легендою, 9 вересня 1945 року вчені Гарвардського університету, що тестували обчислювальну машину Mark II Aiken Relay Calculator, знайшли метелика, що застряг між контактами електромеханічного реле й Ґрейс Гоппер вжила цей термін. Знайдена комаха була вклеєна до технічного щоденника, з супроводжувальним написом: «Перший справжній випадок віднайдення комахи» (англ. «First actual case of bug being found»). Гра слів щодо значень «комаха» і «хиба» зумовила популярність цієї історії. За іншими даними[якими?], це сталось 9 вересня 1947, а не 1945 року.